# Didymocarpus yunnanensis
Didymocarpus yunnanensis là một loài thực vật có hoa trong họ Tai voi. Loài này được (Franch.) C.E.C.Fisch. mô tả khoa học đầu tiên năm 1940.